# Diagramma di Ishikawa
Il diagramma di Ishikawa è una tecnica manageriale utilizzata nel settore industriale e nei servizi per individuare la/e causa/e più probabile/i di un effetto (o problema).
È anche chiamato diagramma causa-effetto o diagramma a lisca di pesce.

## Origini
Questo tipo di diagrammi causa-effetto sono stati messi a punto in Giappone nel 1943 da Kaoru Ishikawa, tra i primi sostenitori del concetto di qualità totale.

## Applicazioni nel brainstorming
I diagrammi di Ishikawa possono essere utilizzati nel corso di una o più sessioni di brainstorming per esaminare le possibili cause relative ad un problema. 
Un altro strumento particolarmente efficace per avviare questo tipo di studio sono le mappe mentali, che danno un supporto in chiave grafica e permettono di annotare gli spunti che emergono durante le sessioni di brainstorming.

### Le 4 M

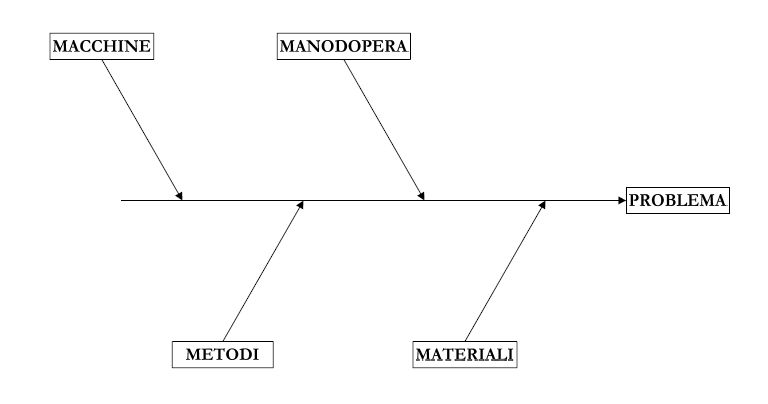
Diagramma di Ishikawa, versione 4M.

Nel campo manifatturiero, le cause o i fattori che influenzano un processo produttivo sono spesso organizzate in quattro macrogruppi, che sono:
- manodopera
- macchine (compresa l'energia impiegata, gli strumenti di lavoro e di misura)
- materiali (materie prime e ausiliarie)
- metodi (procedure o prassi operative).

A queste quattro poi se ne è aggiunta una quinta: l'ambiente, per cui si parla di "5M". Poiché però ambiente non inizia per "m", si è scelta la lingua francese: il quinto fattore diventa così il Milieu.
Ogni causa può essere a sua volta effetto di altre cause. 
Ad esempio:
- il guasto delle macchine può essere effetto di una carente progettazione
- la manodopera poco efficiente può essere effetto di una cattiva gestione delle risorse umane
- i metodi non sufficientemente qualificati possono essere effetto di una carente qualità della progettazione, delle specifiche o della norma tecnica di riferimento.
- i materiali possono essere effetto di carenti controlli della qualità, difetti, o lotti di materiali non conformi.

## Analisi
Dopo il brainstorming:
- si costruiscono uno o più diagrammi causa-effetto dove vengono elencate tutte le possibili cause a fronte di ogni problema e raggruppate nei quattro macrogruppi sopraelencati;
- utilizzando il principio di Pareto si procede alla analisi delle cause e alla scelta della/e causa/e più frequente/probabile;
- le prime due o tre cause sono quelle che hanno la maggiore influenza sui vari problemi.
- applicazione del ciclo di Deming.